# Sfânta Sfintelor

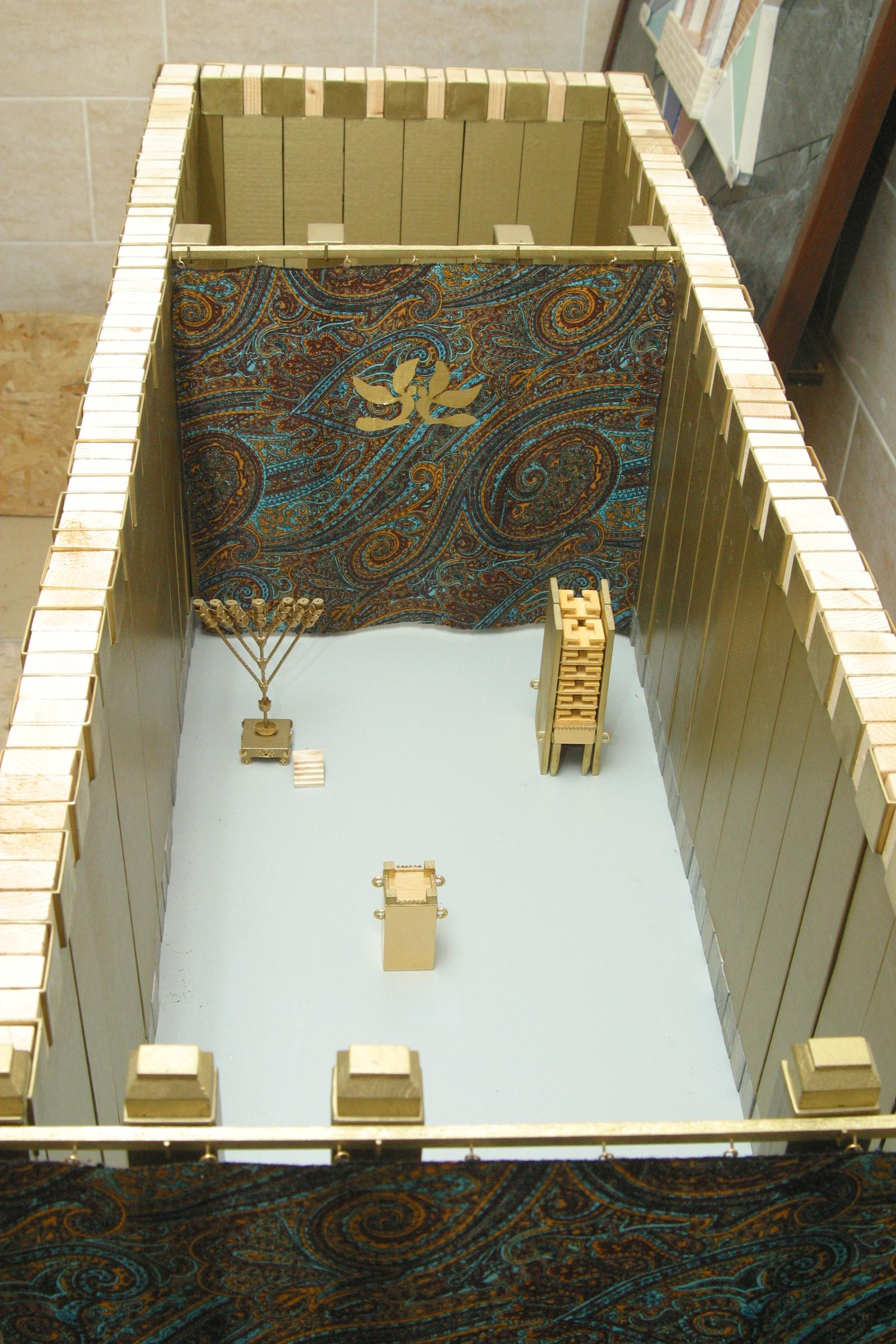
Model al cortului întâlnirii, cu menora, masa pâinilor și altarul tămâierii în prim plan, iar Sfânta Sfintelor dincolo de perdea

Sfânta Sfintelor (în ebraică קֹדֶשׁ הַקֳּדָשִׁים, transliterat: Qodeș ha Qodașim, în greacă τὸ ἅγιον τῶν ἁγίων, transliterat: to hágion ton hagíon, în latină Sancta Sanctorum) era partea din cortul întâlnirii ("sfânta sfintelor") respectiv din Templul din Ierusalim (scris cu majuscule) în care nu intra decât marele preot, o dată pe an, de sărbătoarea Iom Kipur.
După distrugerea Templului din Ierusalim în anul 70 nu a rămas din acesta decât Zidul Plângerii, iar instituția marelui preot a încetat. Creștinii îl consideră pe Isus din Nazaret ca fiind marele preot, una din scrierile Noului Testament, Scrisoarea către Evrei, tratând pe larg acest subiect.